# 자유방임주의
자유방임주의(自由放任主義, 프랑스어: laissez-faire)는 개인의 경제활동의 자유를 최대한 보장하고, 이에 대한 국가의 간섭을 가능한 한 배제하려는 경제사상 및 정책을 말한다. 이 때문에 국가의 간섭을 '악'으로 보는 자유시장 경제와는 다른 개념에 속한다. 프랑스어로 laissez-faire인 이 용어는 보통 "하게 내버려두다"등의 의미를 가진다. 중상주의 정책에 반대했던 프랑스의 중농주의자들이 최초로 주장하였으며, 그 후 애덤 스미스가 《국부론》을 통해 경제학적으로 체계화시켰다.
1873년부터 1896년까지 20년 넘게 세계를 강타한 최초의 세계적 '대불황', 1930년대 세계적 대공황을 거치며 자유방임주의에 대한 회의적 시각이 제고되었다. 자유방임주의의 영향을 받는 국제적 시각도 많다.

## 같이 보기
- 자본주의
- 아나르코자본주의
- 수정자본주의
- 중상주의
- 야경국가